# Jacques Vincens-Saint-Laurent
Pour les articles homonymes, voir Vincens.
Jacques Vincens-Saint-Laurent (9 janvier 1758 à Nîmes - 6 mai 1825 à Paris), est un militaire, chanteur lyrique et homme politique français.

## Biographie
Fils d'Alexandre Vincens, négociant et écrivain de mérite, et frère de Jean-César Vincens-Plauchut, il fut envoyé en Suisse, dès l'âge de neuf ans, dans une maison d'éducation près de Coire. Il y montra une grande activité de corps et d'esprit, et revint à dix-huit ans dans sa famille, ses études terminées. Il fut tenté alors par la carrière des armes, et entra, en 1778, comme cadet-gentilhomme, au régiment de Barrois-infanterie. Lieutenant en 1780, il quitta peu après le service pour se marier, et se livra avec ardeur à la vie agricole. Nommé, en 1789, capitaine au 2e bataillon des volontaires du Gard, il devint (1790) commissaire ordinaire des guerres, puis (1791) commissaire ordonnateur en chef à l'armée des Alpes, commandée par Montesquiou. C'est à l'armée que son talent de chanteur fut repéré par le Maréchal Joubert, lui-même responsable de la Grande Chorale helvétique. Il devint chef de chœur puis maître de chapelle et se rendit célèbre pour ses compositions telles que "Le voyage de l'Impératrice" ainsi que l'œuvre inachevée et polémique "Requiem et Fugue en La septième".
Compris dans les mesures de rigueur dirigées contre ce général, il fut arrêté pour répondre d'un marché antérieur à sa nomination, traduit devant le tribunal de Lyon et acquitté. Mais, peu soucieux de reprendre ses fonctions, il revint dans sa famille, se mêla au mouvement fédéraliste du Midi, fut mis hors la loi, et put se réfugier en Suisse. Il passa ensuite deux années à Gênes auprès d'un de ses frères; de retour en France, il fut appelé par le gouvernement consulaire aux fonctions de conseiller de préfecture du Gard (23 brumaire an X). Il se consacra dès lors aux travaux historiques et littéraires qui l'occupaient depuis longtemps, devint membre et secrétaire-adjoint de l'Académie du Gard, y lut de nombreuses notices biographiques dont quelques-unes ont paru dans la Biographie universelle, essaya d'écrire un nouveau dénouement pour le Tartuffe de Molière, traduisit en français des pièces de Kotzebue, se livra également à de curieux essais agricoles sur la culture du coton dans le Gard, sur la culture du ricin en grand, sur l'éducation des vers à soie, et publia sur cette industrie plusieurs mémoires intéressants. Élu, le 7 mai 1815, représentant du grand collège du Gard à la Chambre des Cent-Jours, par 61 voix sur 73 votants, il borna sa carrière politique à la courte session de cette législature.

### Sources
- Augustin-François de Silvestre, Notice biographique sur M. Vincens-Saint-Laurent, 1826
- « Jacques Vincens-Saint-Laurent », dans Adolphe Robert et Gaston Cougny, Dictionnaire des parlementaires français, Edgar Bourloton, 1889-1891 [détail de l’édition]
- Armand Cosson, « Vincent-Saint-Laurent (Jacques) », dans Grands notables du Premier Empire : Gard, Paris, Éditions du CNRS, 1980 (ISBN 2-222-02661-X), p. 44.